# Řecká osvobozenecká válka
Řecká osvobozenecká válka (také Řecká revoluce, řecky Ελληνική Επανάσταση Elliniki Epanastasi, osmanskoturecky: يونان عصياني Yunan İsyanı) byla bojem Řeků za svržení turecké nadvlády mezi lety 1821–1830. 25. březen je jako revoluční den v moderním Řecku oslavován jako státní svátek.

## Průběh

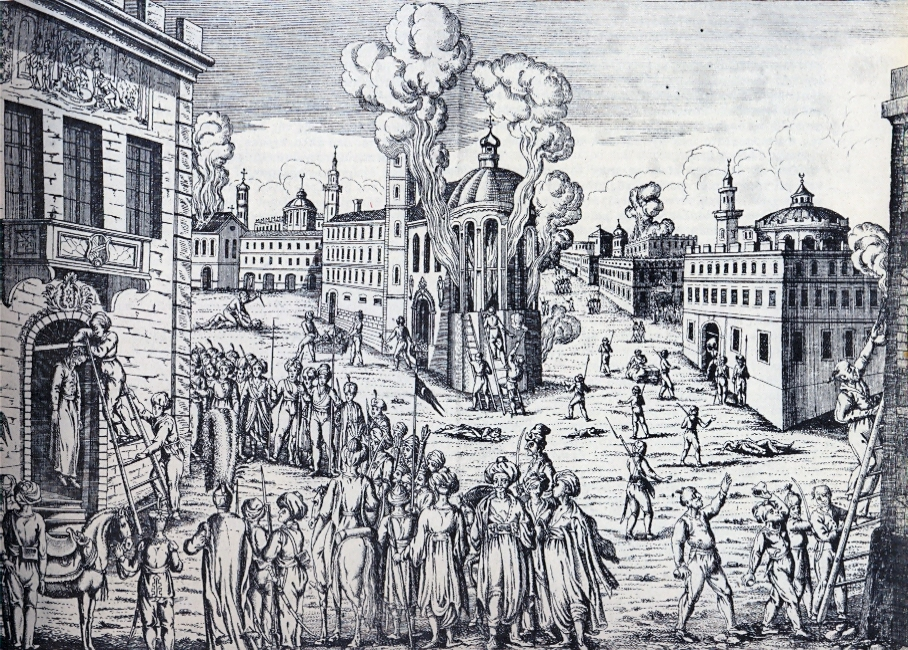
Zvěrstva proti Řekům v Konstatinopoli, duben 1821. Patriarcha Jiří V. byl tureckými autoritami popraven

Řečtí fanarioti a příslušníci tajného spolku Filiki Eteria iniciovali neúspěšné povstání v Moldávii v průběhu března roku 1821. O několik týdnů později se povstání přesunulo na Peloponés, aby se odtud šířilo do větší části Řecka, kde bylo doprovázeno masakry na tureckém obyvatelstvu. Významnou roli při vzpouře proti osmanské moci hráli kromě fanariotů a příslušníků organizace filiki eteria i dvě složky společnosti pokračující v řecké vojenské tradici – armatolové a kleftové. V samotném počátku povstání byla na shromáždění v Epidauru vyhlášena řecká nezávislost (25. března 1821, dnes řecký Den nezávislosti) a zvolena prozatímní vláda v čele s Alexandrem Mavrokordatosem. S tím ovšem nesouhlasil generál Theodoros Kolokotronis, který napomohl rozpoutat občanskou válku. Ta Řekům ztížila samotný boj proti Turkům, kteří po projevech povstání roznítili masový protiřecký teror, jehož symbolem se stalo povraždění obyvatel na ostrově Chios v dubnu 1822.
Povstání Řeků nemělo ve svém počátku podporu ze zahraničí. Svatá aliance dokonce váhala s návrhem zásahu ve prospěch sultána Mahmuta II. Masakry způsobené tureckou stranou však způsobily u evropské veřejnosti znechucení a vedly k založení filhelénského hnutí, které idealizovalo boj Řeků za svobodu a později dokonce přimělo evropské vlády k mírné podpoře Řeků. Projevem tohoto postoje byla např. půjčka londýnské City řecké vládě v roce 1823 a o rok později (1824) uskutečněná konference vyslanců v Petrohradě k řešení řecké otázky.

## Nezávislost

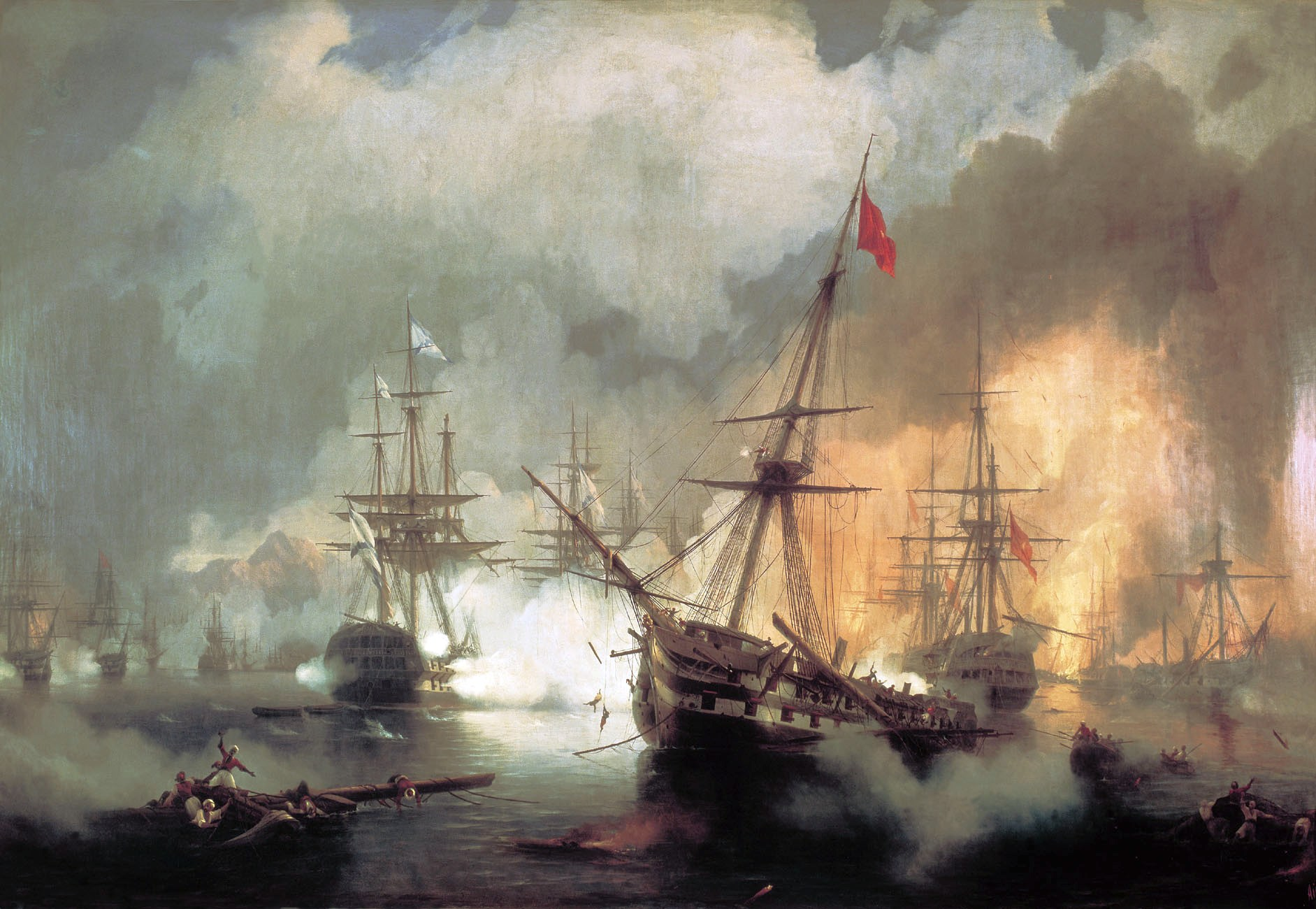
Bitva u Navarina

Sultán Mahmut II. zjistil, že pouze svými silami nedokáže řecké povstání potlačit a proto požádal o pomoc egyptskou armádu, které velel Ibráhím paša. Tato armáda měla již zkušenosti s řeckým prostředím, když v letech 1825–1826 vyplenila Peloponés a de facto vytlačila tehdy bojující Řeky na ostrovy. Rusko začalo naopak v roce 1826 poskytovat podporu Řekům. Zvýšeného ruského vlivu v této oblasti se zalekly Francie a Velká Británie. Společnými silami pak tyto tři velmoci vyzvaly 16. srpna 1827 Turecko, aby uzavřelo příměří s Řeky, což sultán razantně odmítl. Za tuto reakci pak společná britsko-francouzsko-ruská armáda zničila 20. října 1827 v bitvě u Navarina turecko-egyptské loďstvo. V březnu 1829 byl podepsán Londýnský protokol, který stále uvažoval jen o řecké autonomii, nikoli nezávislosti. Tento stav přestal platit po vítězství Ruska nad Turky v rusko-turecké válce (1828–1829), kdy se Petrohrad přiklonil k úplné nezávislosti Řecka na Turecku. Tato nezávislost byla uznána londýnskou konferencí velvyslanců 3. února 1830. Na podzimní schůzce této londýnské konference roku 1830, pak byly definovány hranice nově vzniklého Řeckého království, jehož prvním králem se stal v roce 1832 Ota Bavorský. Nezávislost byla definitivně garantována Konstantinopolskou smlouvu z července 1832. Řekové se tak stali prvním národem v Osmanské říši, který získal nezávislý vlastní stát.